# Poros (Midden-aarde)
De Poros is een fictieve rivier in de werken van J.R.R. Tolkien.
De rivier is de langste zijrivier van de Anduin (ze is ongeveer 640 kilometer lang) en ontspringt in de Ephel Dúath. De Poros stroomt in westelijk richting alvorens zestig kilometer boven de delta van de Anduin in die rivier uit te monden. De rivier vormde voor het grootste geldeelte van de Derde Era de grens tussen Gondor (de provincie Ithilien) en de landen van de Haradrim, hoewel op het hoogtepunt van Gondors macht de grens zuidelijker, bij de Harnen, lag.
In het laatste millennium van de Derde Era was de Poros veelvuldig het strijdtoneel van schermutselingen tussen de Haradrim en de Dúnedain. In het jaar 2885 was de enige oversteekplaats in de rivier het toneel van een grote veldslag tussen Gondor en Harad. Gondor werd hierin bijgestaan door de Rohirrim onder leiding van de tweeling Fastred en Folcred, de zonen van koning Folcwine van Rohan. Hoewel Gondor de slag won, kwamen Folcred en Fastred om en werden ze het meest spraakmakende symbool van de Eed van Eorl.
Adorn · Anduin (de Grote Rivier) · Angren (Isen) · Baranduin (Brandewijn) · Betoverde Rivier · Bruinen (Luidwater) · Carnen (Roodwater) · Celduin (Running) · Celebrant (Zilverlei) · Celos · Ciril · Deemril · Dieptestroom · Erui · Gilrain · Glanduin (Grensrivier) · Glanhir (Meringstroom) · Gwathló (Grauwel) · Harnen (Zuiderrivier) · Lefnui · Lhûn (Lune) · Limlicht · Mitheithel (Grijsvloed) · Morgulduin · Morthond · Nimrodel · Ninglor (Lis) · Onodló (Entwas) · Poros · Rhimdath · Ringló · Serni · Sirith · Sirannon (Poortstroom) · Sneeuwborn · Het Water · Wilgewinde · Woudrivier